# Quintessa Swindell
Quintessa Swindell, född 8 februari 1997 i New York, är en amerikansk skådespelare. Hon är känd för sina roller som Tabitha Foster i Netflix-serien Trinkets, och för att ha spelat Maxine Hunkel/Cyclone i superhjältefilmen Black Adam.

## Filmografi (i urval)
- 2019 – Euphoria (TV-serie)
- 2019–2020 – Trinkets (TV-serie)
- 2021 – Granada Nights
- 2021 – Voyagers
- 2021 – In Treatment (TV-serie)
- 2022 – Master Gardener
- 2022 – Black Adam
- 2025 – Prime Target (TV-serie)